# Hugo von Pohl
Hugo von Pohl (Breslávia, 25 de agosto de 1855 – Berlim, 23 de fevereiro de 1916) foi um oficial naval alemão e um dos almirantes de maior destaque da Marinha Imperial Alemã no início da Primeira Guerra Mundial. Ele entrou marinha em 1876 e serviu em diversos navios e cargos pelas décadas seguintes, incluindo a bordo de barcos torpedeiros na década de 1880 e no Escritório Imperial Naval na década de 1890. Pohl acabou alcançando a patente de vice-almirante em 1913 e foi servir na capacidade de Chefe do Estado-Maior do Almirantado, mantendo o cargo durante os meses iniciais da Primeira Guerra.
Ele foi promovido a almirante e colocado no comando da Frota de Alto-Mar em fevereiro de 1915 no lugar do almirante Friedrich von Ingenohl, adotando uma tática extremamente cautelosa, não colocando seus navios em nenhum tipo de confronto direto contra a Grande Frota da Marinha Real Britânica. Pohl era um grande defensor de uma guerra submarina irrestrita e colocou a política em prática assim que assumiu a Frota de Alto-Mar. Ele adoeceu seriamente de um câncer no fígado em janeiro de 1916 e foi substituído no comando da frota pelo vice-almirante Reinhard Scheer. Pohl morreu no mês seguinte.